# 愛媛県道158号波止浜停車場線
愛媛県道158号波止浜停車場線（えひめけんどう158ごう はしはまていしゃじょうせん）は、愛媛県今治市を通る一般県道である。県道指定されているのは、JR波止浜駅より北側の国道317号と合流する区間までであり、南側の西瀬戸自動車道今治北ICへ続く区間は県道指定対象外である。

## 概要

### 路線データ
- 総延長：0.2 km
- 起点：今治市高部
- 終点：今治市波止浜

## 歴史
- 1958年（昭和33年）6月27日 - 愛媛県告示第566号により、本路線を整理番号44番として県道に認定される[1]。
- 1972年（昭和47年）3月16日 - 愛媛県が愛媛県道158号波止浜停車場線として認定。

## 地理

### 通過する自治体
- 今治市

### 交差する道路
- 国道317号

### 沿線
- JR予讃線 波止浜駅